# Par amour pour Gillian
Pour plus de détails, voir Fiche technique et Distribution.
Par amour pour Gillian ou À Gillian pour son 37e anniversaire (To Gillian on Her 37th Birthday) est un film américain réalisé par Michael Pressman, sorti en 1996.

## Synopsis
David Lewis a été si affecté par la mort de sa femme Gillian, qui s'est noyée il y a deux ans, qu'il passe l'essentiel de son temps sur la plage de Nantucket à communiquer avec l'esprit de Gillian et qu'il néglige sa fille Rachel. David invite pour le week-end sa belle-sœur Esther et le mari de celle-ci. Le couple vient avec une amie dans l'espoir que David s'intéresse à elle tandis que Rachel invite sa petite amie.

## Fiche technique
- Réalisation : Michael Pressman
- Scénario : David E. Kelley, d'après la pièce de théâtre de Michael Brady
- Photographie : Tim Suhrstedt
- Montage : William Scharf
- Musique : James Horner
- Sociétés de production : Rastar Pictures, Triumph Films
- Pays d'origine :  États-Unis
- Langue originale : anglais
- Format : couleur - 1,85:1 - SDDS
- Genre : drame
- Durée : 93 minutes
- Dates de sortie : 
  -  États-Unis : 18 octobre 1996

## Distribution
- Peter Gallagher : David Lewis
- Michelle Pfeiffer : Gillian Lewis
- Claire Danes : Rachel Lewis
- Laurie Fortier : Cindy Bayles
- Wendy Crewson : Kevin Dollof
- Bruce Altman : Paul Wheeler
- Kathy Baker : Esther Wheeler
- Freddie Prinze Jr. : Joey Bost
- Rachel Seidman-Lockamy : Megan Weeks
- Seth Green : Danny

## Accueil
Le film a rapporté 4 200 000 $ au box-office américain.
Il obtient 14 % de critiques positives, avec une note moyenne de 4,7/10 et sur la base de 28 critiques collectées, sur le site Rotten Tomatoes.